# Muur van Antoninus

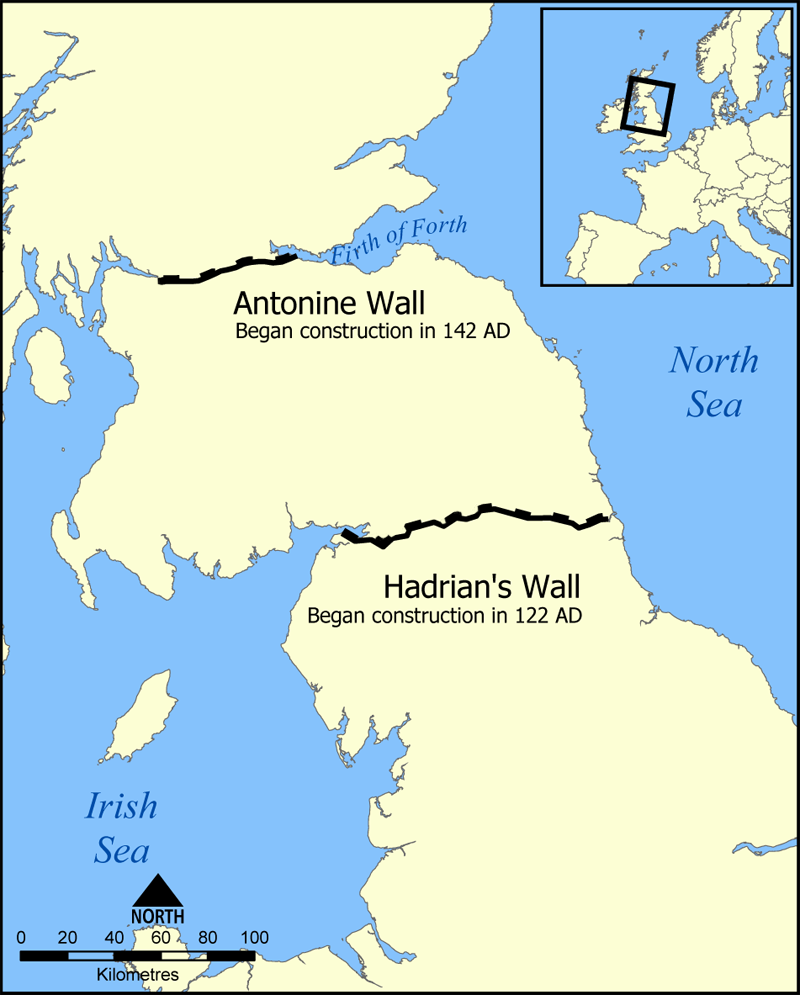
Locatie van de Muur van Antoninus en de Muur van Hadrianus in Schotland en het noorden van Engeland.

De Muur van Antoninus (Engels: Antonine Wall) is door de Romeinen gebouwd in het huidige Schotland, ter hoogte van de rivieren Clyde en Forth. Het doel van de muur was om invallen van de stammen, de latere Picten, vanuit het noorden te voorkomen. In de loop van de tijd is de muur bijna geheel verdwenen, maar er zijn nog steeds delen te zien, onder andere in Falkirk.

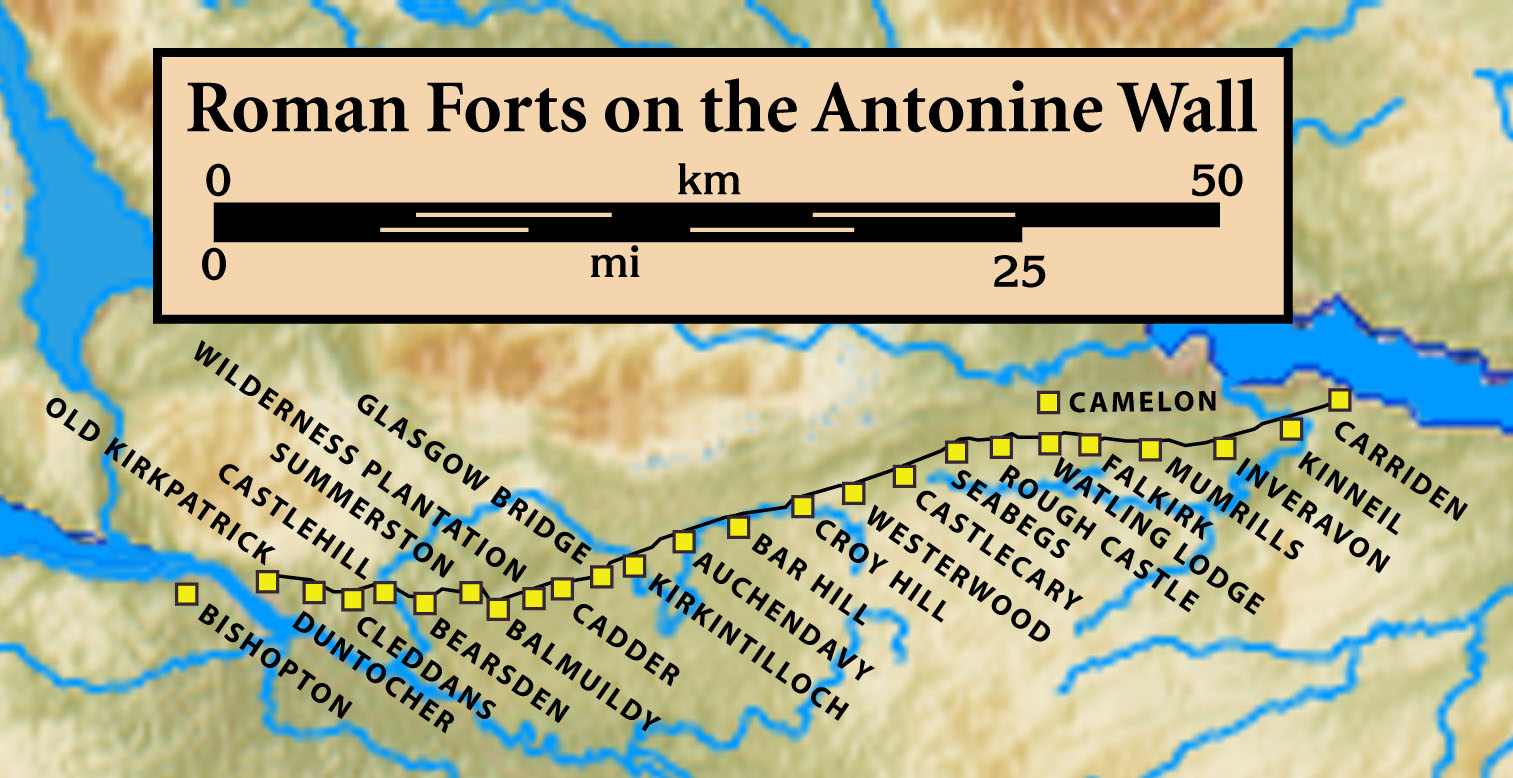
Romeinse forten op de Muur van Antoninus

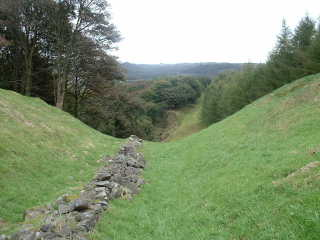
Muur van Antoninus

De bouw van de Muur van Antoninus begon ongeveer in 142 n.Chr., tijdens het bewind van keizer Antoninus Pius. Na 12 jaar was de bouw in 154 n.Chr. gereed. De muur is 63 kilometer lang en loopt van Old Kilpatrick aan de Firth of Clyde in het westen naar Bo'ness bij Falkirk aan de Firth of Forth in het oosten. De muur moest de langere Muur van Hadrianus, die 160 kilometer zuidelijker lag, vervangen als grens van de Romeinse provincie Britannia. De muur is gebouwd van plaggen op een stenen fundering. Om de twee mijl was een fort gebouwd. Het best bewaarde is Rough Castle, niet ver van Falkirk. De muur werd al na twintig jaar verlaten, toen de Romeinse legioenen zich terugtrokken op de Muur van Hadrianus rond 162. Na een serie aanvallen in 197 arriveerde keizer Septimius Severus in Schotland in 208 om de grens te stabiliseren en delen van de muur werden gerepareerd. Deze herbezetting van de muur heeft maar enkele jaren geduurd.